# Ran (1915)
Ran – duński okręt podwodny z początku XX wieku, jedna z pięciu zbudowanych jednostek typu Ægir. Okręt został zwodowany 30 maja 1915 roku w stoczni Orlogsværftet w Kopenhadze, a w skład Kongelige Danske Marine wcielono go w październiku 1915 roku. „Ran” został wycofany z czynnej służby w 1940 roku. Jednostka została samozatopiona w Kopenhadze 29 sierpnia 1943 roku, by uniknąć przejęcia przez Niemców, a w 1946 roku została złomowana.

## Projekt i budowa
Główny konstruktor austro-węgierskiej stoczni Whitehead & Co. w Fiume Marley F. Hay, po przejściu w 1913 roku do szkockiej stoczni William Denny and Brothers w Dumbarton opracował powiększoną wersję swojego wcześniejszego projektu Havmanden, aby pomieścić dodatkową wyrzutnię torpedową. Projekt został zakupiony przez Danię, stając się drugim typem okrętów podwodnych zbudowanym w tym kraju. Powstało pięć jednostek typu Ægir (zwanego także typem B); po utracie w 1916 roku pierwszego duńskiego okrętu podwodnego „Dykkeren” zamówiono szósty okręt, jednak ostatecznie nie został ukończony. 
„Ran” zbudowany został w stoczni Orlogsværftet w Kopenhadze . Stępkę okrętu położono w 1915 roku, a zwodowany został 30 maja 1915 roku.

## Dane taktyczno-techniczne
„Ran” był niewielkim, przybrzeżnym okrętem podwodnym o konstrukcji jednokadłubowej. Długość całkowita wynosiła 40,6 metra, szerokość 3,7 metra i zanurzenie 2,4 metra. Wyporność normalna w położeniu nawodnym wynosiła 185 ton, a w zanurzeniu 235 ton. Okręt napędzany był na powierzchni przez dwa silniki wysokoprężne o łącznej mocy 450 KM. Napęd podwodny zapewniały dwa silniki elektryczne o łącznej mocy 340 KM. Jeden wał napędowy obracający jedną śrubą umożliwiał osiągnięcie prędkości 13,5 węzła na powierzchni i 9,8 węzła w zanurzeniu. Zapas paliwa płynnego wynosił 8 ton .
Okręt wyposażony był w trzy stałe wyrzutnie torped kalibru 450 mm, bez torped zapasowych (dwie dziobowe i jedna na rufie) .
Załoga okrętu składała się z 11 (później 14) oficerów, podoficerów i marynarzy.

## Służba
„Ran” został wcielony do służby w Kongelige Danske Marine w październiku 1915 roku . Jednostka otrzymała początkowo numer taktyczny 9, zmieniony później na B9 . W 1917 roku uzbrojenie okrętu powiększyło się o działo przeciwlotnicze kalibru 57 mm M1885 L/40 . „Ran”, podobnie jak siostrzane okręty, pełnił służbę we Flotylli okrętów podwodnych. Jednostka została wycofana ze służby w 1940 roku i trafiła do rezerwy, pełniąc funkcję pływającego zbiornika paliwa . 29 sierpnia 1943 roku okręt został samozatopiony w Kopenhadze, by uniknąć przejęcia przez realizujących operację „Safari” Niemców. Po zakończeniu wojny wrak podniesiono i złomowano w 1946 roku.